# Ortholinea sakinachanumae
Ortholinea sakinachanumae is een microscopische parasiet uit de familie Ortholineidae. Ortholinea sakinachanumae werd in 1988 beschreven door Ibragimov. 